# Badminton 1903
Höhepunkte des Badmintonjahres 1903 waren die All England und die Irish Open. Ralph Watling verteidigt im März seinen Titel im Herreneinzel bei den All England 1903. Die Irish Open im Badminton werden zum zweiten Mal ausgetragen. Der Ire Blayney Hamilton gewinnt das Einzel bei den Irish Open 1903.
==Internationale Veranstaltungen ==
| Veranstaltung | Herreneinzel     | Dameneinzel      | Herrendoppel                              | Damendoppel                   | Mixed                               |
| ------------- | ---------------- | ---------------- | ----------------------------------------- | ----------------------------- | ----------------------------------- |
| All England   | Ralph Watling    | Ethel B. Thomson | Stewart Marsden Massey Edward Louis Huson | Mabel Hardy Dorothea Douglass | George Alan Thomas Ethel B. Thomson |
| Irish Open    | Blayney Hamilton | -                | G. Lucas R. D. Marshall                   | Meriel Lucas} Mabel Hardy     | L. U. Ransford Mabel Hardy          |

## Terminkalender
| Veranstaltung | Ort    | Datum                 |
| ------------- | ------ | --------------------- |
| Irish Open    |        | Februar 1903          |
| All England   | London | 26. bis 28. März 1903 |